# 키 생성기
키 생성기 또는 키 제네레이터(Key generator)는 많은 암호학 프로토콜에서 많은 의사난수 특성을 가진 시퀀스를 생성하는 데 사용되는 프로토콜 또는 알고리즘이다. 이 시퀀스는 통신의 한쪽 끝에서는 암호화 키로, 다른 쪽 끝에서는 복호화 키로 사용된다. 키 생성기는 개인 키 없이는 공개된 정보에 접근할 수 없는 방식으로 키를 생성, 배포 및 인증하는 시스템에 구현될 수 있다.
키 생성기의 예로는 선형 되먹임 시프트 레지스터 (LFSR)와 솔리테어 (또는 폰티펙스) 암호가 있다.